# El Molino, Puebla
El Molino är en ort i Mexiko.   Den ligger i kommunen Zacapoaxtla och delstaten Puebla, i den sydöstra delen av landet, 170 km öster om huvudstaden Mexico City. El Molino ligger 2 197 meter över havet och antalet invånare är 1 466.
Terrängen runt El Molino är kuperad, och sluttar norrut. Runt El Molino är det ganska tätbefolkat, med 129 invånare per kvadratkilometer. Närmaste större samhälle är Zaragoza, 5,4 km sydost om El Molino. I omgivningarna runt El Molino växer huvudsakligen savannskog.